# Potamonautes perparvus
Potamonautes perparvus is een krabbensoort uit de familie van de Potamonautidae. De wetenschappelijke naam van de soort is voor het eerst geldig gepubliceerd in 1921 door Rathbun.